# Sigrid Posse
Sigrid Elisabeth Carolina Posse, född Leijonhufvud 7 april 1861 i Växjö, död 2 december 1924 i Bergunda församling i Kronobergs län, var en svensk godsägare och filantrop. Hon väckte debatt med boken Kvinnans värnplikt 1910.

## Biografi
Sigrid Posse föddes och växte upp på Asa herrgård utanför Växjö, tillsammans med sina föräldrar, friherre Gustav Leijonhufvud och friherrinnan Hedvig Leijonhufvud, samt sina syskon. År 1881, när hon var 20 år, gifte hon sig med greve Knut Arvid Posse. Till en början bodde de på Asa herrgård, som de övertog år 1883. Under en period bodde de i Öjaby samt en kortare tid i en våning i Växjö. År 1904 övertog de familjegodset Bergkvara utanför Växjö.
I och med flytten till Bergkvara förändrades Sigrid Posses liv. Från att ha levt ett familjeliv fick hon ta ansvaret för ett stort hem med stora middagar och flera anställda i hushållet och inom jordbruket. Hon ledde och tog själv aktiv del i gårdens självhushållning men hann ändå sörja för sina nio barn, vilka hon höll kontakt med genom en omfattande brevväxling när de blivit vuxna. I breven berättade hon om vad som hände på gården och uppmanade dem till ett rättskaffens och kristligt leverne, starkt influerad av den då rådande väckelsen.
Sigrid Posse på Bergkvara var ”alla luffares vän”. Ingen fick gå hungrig från hennes dörr. Folk kom också till henne med sina krämpor. Hon kunde sy ihop mindre sår med hjälp av en uppsättning instrument och hon delade ut mediciner mot mindre åkommor. Hon arbetade aktivt för att förbättra arbetarnas och torparnas situation, och lät bland annat bygga nya arbetarbostäder. Outtröttligt undervisade hon också de fattigare hushållen om vikten av hygien och omvårdnaden om barnen.
Sigrid Posses make, greve Knut Arvid Posse, var riksdagsman och hade ett stort antal förtroendeuppdrag. När han var borta ansvarade Sigrid Posse för gårdens skötsel och ekonomi. Vid hans död fick hon, vid en ålder av 55 år, ta det fulla ansvaret för en av Smålands största gårdar med dess 6 000 hektar mark. Under Bergkvara lydde tre utgårdar samt 105 torp. Där fanns bland annat ett sågverk, en plantskola och ett mejeri utöver den sedvanliga boskapen. År 1916, samma år som maken dog, bröt en brand ut i ekonomibyggnaderna på Bergkvara och förstörde så gott som alla byggnader. Sigrid Posse fick som ensam kvinna förhandla med den av män styrda banken och försäkringsbolaget. Branden slukade alla pengar och all kraft under de tio år det tog att få Bergkvara på fötter igen.
Trots Sigrid Posses arbetsbörda hade hon en mängd förtroendeuppdrag. Bland annat var hon aktiv medlem i Svenska Djurskyddsföreningen, till vilken hon skrev en pjäs i fyra akter med namnet Var god mot Djuren, som sattes upp på en välgörenhetsfest i Växjö. Hon förestod även insamlingen för Smålands kvinnors aeroplan 1916. Hon arbetade med kraft och energi mot den omfattande alkoholkonsumtionen som rådde i landet och startade en nykterhetsloge på Bergkvara.

### Kvinnans värnplikt
Sigrid Posse gav ut två mindre böcker. Ett nyårsbrev till Sveriges mödrar och ett postscriptum till dess ungdom, af en svensk moder gavs ut år 1900. Tio år senare gav hon på F. C. Askerbergs bokförlagsaktiebolag ut Kvinnans värnplikt. Den väckte ett relativt stort rabalder i pressen och blev en del av den då rådande debatten om kvinnors rösträtt, om vilken hon skriver: ”Åter och åter skrifves det om, agiteras för, och sändes deputationer till högsta ort för att få till stånd den s.k. 'kvinnans rösträtt'. Det är några kvinnor, som tro sig vara mer upplysta än andra, som sätta sig i spetsen för denna rörelse, men de veta tydligen ej hur okunniga folkets kvinnor äro, huru oreflekteradt nästan allt i deras lif försiggår, huru planlöst de skulle medverka i en sådan sak, och det hela blott blifva ett ganglöst virrvarr”. Även utländska tidningar uppmärksammade boken. Den lilla boken på 37 sidor översattes till flera språk.
Sigrid Posses kvinnliga värnplikt handlade inte om försvaret av nationen med vapenmakt. Den handlade snarare om att utbilda kvinnor till goda hustrur, mödrar och beskyddare av det svenska samhället. Hon menade i sin bok att alla svenska kvinnor mellan 19 och 24 år skulle göra värnplikt. Innan den var genomgången skulle de inte få gifta sig. Under värnplikten skulle de lära sig matlagning, hygien, sjukvård och sömnad. Hon tänkte sig att kunskaperna i sömnad skulle inhämtas genom tillverkning av klädespersedlar till manliga värnpliktiga och till barn som vistades på sjukhus. I anslutning till lasaretten i landet skulle ”kronan hyra eller köpa hus som rymde 35–40 personer”, vilket skulle lösa förläggningsfrågan, och ”allt skulle stå under en bildad, förståndig och praktisk husmoders ledning”. Hon avslutade sin bok med en uppmaning till de svenska riksdagsmännen: ”jag hoppas innerligt att någon af våra behjärtade riksdagsmän ville med lif och värme motionera i denna viktiga fråga. Försök om igen, försök tills det går.”
Någon kvinnlig värnplikt av det slag som Sigrid Posse ville se realiserades dock aldrig. I hennes liv kom Gud, familjen, godset Bergkvara, de nödlidande och det svenska samhället, att uppta hennes engagemang. Hon var på flera sätt radikal samtidigt som hon var konservativ när det gällde kvinnans roll i samhället.
Sigrid Posse avled på Bergkvara gods 1924 i en ålder av 63 år.